# Marooned Hearts
Marooned Hearts è un film muto del 1920 diretto da George Archainbaud. Soggetto e sceneggiatura sono firmate da Lewis Allen Browne, la fotografia si deve a Jules Cronjager. Prodotto dalla National Picture Theatres Inc., il film aveva come interpreti Conway Tearle, Zena Keefe, Ida Darling, Tom Blake, Eric Mayne, George Backus, Joseph Flanagan, Lavilla Siebert.

## Trama
Marion Ainsworth è una giovane egocentrica e viziata. Fidanzata al dottor Paul Carrington, un giovane chirurgo dedito a crearsi una carriera, non sopporta che lui dedichi gran parte del suo tempo al lavoro. Così, quando il medico viene chiamato d'urgenza in ospedale, Marion intercetta la chiamata e, per non perdere un picnic con il fidanzato, fa in modo che lui arrivi in ritardo a un'operazione, fatto che gli rovina la carriera. Consigliato da Matthews, un amico dottore, Paul rompe il fidanzamento con Marion, andandosene via. La sua meta è un'isola dei mari del sud, dove vuole continuare le sue ricerche. In patria, arriva la notizia della morte di Paul. Marion, insieme a un suo nuovo corteggiatore, Cyrus Carter, parte in crociera alla ricerca di notizie certe sul medico. Durante il viaggio, lo yacht esplode. Marion riesce a salvarsi, trascinata dalla corrente sulla stessa isola dove vive Paul. Dopo una serie di disavventure, i due si riconciliano e, insieme, tornano alla civiltà.

## Produzione
Il film fu prodotto dalla National Picture Theatres Inc. Alcune scene furono girate a Miami; la scena finale in esterni - secondo Moving Picture World - venne girata alle Bahamas.

## Distribuzione
Il copyright del film, richiesto dalla National Pictures Theatres, Inc., fu registrato il 31 luglio 1920 con il numero LP15389.
Distribuito dalla Select Pictures Corporation, il film uscì nelle sale cinematografiche statunitensi il 15 settembre 1920. In Brasile, prese il titolo Coração ao Desamparo.
Non si conoscono copie ancora esistenti della pellicola che viene considerata presumibilmente perduta.